# Капо-д'Орландо
Капо-д'Орландо (італ. Capo d'Orlando, сиц. Capu d'Orlannu) — муніципалітет в Італії, у регіоні Сицилія,  метрополійне місто Мессіна.
Капо-д'Орландо розташоване на відстані близько 460 км на південний схід від Рима, 120 км на схід від Палермо, 75 км на захід від Мессіни.
Населення — 13 307 осіб (2014).
Щорічний фестиваль відбувається 22 жовтня. Покровитель — Maria SS. di Capo d'Orlando.

## Демографія
Населення за роками:

Станом на 1 січня 2023 року в муніципалітеті офіційно проживало 479 іноземців з 50 країн, серед них 161 громадянин країн Євросоюзу та 50 громадян України.

## Сусідні муніципалітети
- Капрі-Леоне
- Мірто
- Назо
- Торренова